# Saquisilí (plaats)
Saquisilí is stadje en een parochie (parroquia) en de hoofdplaats van kanton Saquisilí in de provincie Cotopaxi van Ecuador. De plaats is een belangrijk handelspunt, met name voor de provincie Cotopaxi en de omliggende dorpen. De plaats is met name bekend vanwege de markten die er worden gehouden.
De markt is verspreid over het hele dorp en bestaat onder meer uit verkoop van lama's, schapen, varkens, (traditionele) kledij en lokale groenten. 

## Bereikbaarheid
Vanuit Latacunga gaan er bussen naar Saquisilí, een rit van ongeveer 25 minuten.